# Guglielmo (vescovo di Savona)
Guglielmo (... – Savona, 1119) è stato un vescovo cattolico italiano.
Fu vescovo di Savona per meno di due anni, dal 1177 al 1119. Non si hanno notizie riguardo alla sua attività nella diocesi, né della sua data di nascita o della sua zona di origine.